# Shōnen Magazine Edge
Shōnen Magazine Edge (少年マガジンエッジ, Shōnen Magajin Ejji) est un magazine de prépublication de mangas mensuel de type shōnen publié par l'éditeur Kōdansha depuis 2015,.